# Veikko Huhtanen
Veikko Huhtanen (Víborg, 5 de junio de 1919 - Helsinki, 29 de enero de 1976) fue un gimnasta artístico finlandés.
En 1948 participó en los Juegos Olímpicos de verano celebrados en Londres (Reino Unido) y fue el gimnasta más galardonado de la edición al obtener cinco metales en las ocho pruebas que disputó. Ganó la medalla de oro en el caballo con arcos al empatar con sus compatriotas Paavo Aaltonen y Heikki Savolainen, y también en los concursos completos individual y por equipos, este último junto con Aaltonen, Kalevi Laitinen, Olavi Rove, Aleksanteri Saarvala, Sulo Salmi, Savolainen y Einari Teräsvirta, así como la medalla de plata en barras paralelas y la de bronce en barra fija. 